# Эльфрит
Эльфрит (англ. Ealhfrith; около 640 — после 664) — король Дейры в 656—664 годах из династии Идингов.

## Биография
Эльфрит был сыном короля Нортумбрии Освиу из династии Идингов и его второй жены Риммельт Регедской, дочери последнего короля Северного Регеда Ройда ап Рина. Таким образом, мать Эльфрита была наследницей престола Регеда, а вместе с ней и её сын.
После того как в 655 году умер не оставивший наследников Этельвальд, Освиу захватил Дейру и вновь объединил Нортумбрию. В 656 году он поручил управление бывшими владениями Этельвальда Эльфриту. Видимо, отношения между отцом и бриттским сыном были напряжёнными. Эльфрит воевал на стороне Пенды против нортумбрийцев. Однако после разгрома мерсийцев Освиу и Эльфрит, очевидно, примирились, и король Нортумбрии позволил сыну править Дейрой в качестве короля-вассала.
Сохранились сведения о том, что Эльфрит просил отца отпустить его в паломничество в Рим вместе с Бенедиктом Бископом, но получил отказ. Эльфрит участвовал в работе собора в Уитби в 664 году как сторонник епископа Вильфрида. Вероятно, вскоре он организовал какой-то заговор против короля Освиу и был смещён. Его дальнейшая судьба неизвестна. Королём-вассалом Дейры стал его единокровный брат Элдфрит.